# Max Aub
Max Aub Mohrenwitz (Parigi, 2 giugno 1903 – Città del Messico, 23 luglio 1972) è stato uno scrittore, drammaturgo e poeta spagnolo naturalizzato messicano.

## Biografia
Aub nacque a Parigi, in Francia, nel 1903 da padre tedesco originario della Baviera, Friedrich Aub, e da madre francese d'origini ebraico-polacche, Susana Mohrenwitz, cosa molto particolare dato che a quei tempi tra la Francia e la Germania intercorreva una profonda ed aspra rivalità politico-militare. Allo scoppio della prima guerra mondiale, nel 1914, si stabilì con la famiglia in Spagna, per l'esattezza a Valencia, dove in seguito ne acquisì la cittadinanza.
Nel 1927 si laureò in letteratura europea. Tra il 1935 e il 1936 diresse il teatro universitario El búho ("Il gufo") ed il giornale socialista Verdad e si segnalò tra i giovani scrittori vicini alla Revista de Occidente di José Ortega y Gasset. Durante la guerra civile spagnola, collaborò con André Malraux alla sceneggiatura del film Sierra de Teruel, che poi venne distribuito clandestinamente nel 1938. Schieratosi col fronte repubblicano (Aub apparteneva infatti al Partito Socialista Operaio Spagnolo), per sfuggire alle rappresaglie dei franchisti riparò in Francia nel 1939, dove già da due anni era addetto culturale presso l'Ambasciata spagnola a Parigi. A seguito poi dell'occupazione tedesca della capitale, venne recluso in un campo di prigionia per tre anni con l'accusa di essere un militante comunista. Evase nel 1942 e scappò in Messico, dove rimase in esilio per tutto il resto della sua vita, pubblicò gran parte della sua opera letteraria e ne prese la cittadinanza.
Le sue opere giovanili furono caratterizzate da un gusto estetizzante e avanguardista, in linea con la sua personalità bizzarra e ribelle, mentre nelle opere della maturità si denota un grande realismo, condito dal suo forte impegno sociale e politico.

### Ultimi anni
Alla fine degli anni sessanta, fece un breve soggiorno in Israele ed in Spagna. Quest'ultima esperienza lo intristì, poiché gli diede la consapevolezza di essere completamente sconosciuto in patria: manifestò la sua amarezza nell'opera autobiografica La gallina ciega, diario español (1971). La sua narrativa comprende i romanzi a sfondo autobiografico del ciclo de Il labirinto magico (1946-1968), numerose raccolte di racconti e la biografia immaginaria di un inesistente pittore contemporaneo di Pablo Picasso, con tanto di mostra di dipinti e disegni postumi, ovvero Jusep Torres Campalans (1958), geniale invenzione letteraria data per vera per ben due anni dalla critica ufficiale e svelata con qualche remora dallo stesso Aub.
Scrisse anche poesie, numerosi testi per il teatro e un'elegia drammatica dedicata al comandante Ernesto Che Guevara, El cerco (1968), nella quale il rivoluzionario argentino viene raffigurato come un eroe romantico e generoso.

## Opere principali
- Narciso, teatro, 1928
- El desconfiado prodigioso, in Teatro incompleto, 1931; trad. L'impareggiabile malfidato, trad. Dario Puccini, Torino: Einaudi ("Collezione di teatro"), 1965
- Una botella, in Teatro incompleto, 1931
- El celoso y su enamorada, in Teatro incompleto, 1931
- Espejo de avaricia, in Teatro incompleto, 1931
- Crimen, in Teatro incompleto,  1931
- San Juan, tragedia, 1943; trad. San Juan, a cura di Dario Puccini, Torino: Einaudi, 1974
- La vida conyugal, drama en tres actos, 1944
- Morir por cerrar los ojos, drama en dos partes, 1944
- No son cuentos, 1944 (contiene: El cojo - Cota - Manuel, el de la Font - Un asturiano - Santander y Gijón - Alrededor de una mesa - Teresita - Yo no invento nada)
- Campo de sangre, novela, 1945
- Discurso de la novela española contemporánea, 1945
- El rapto de Europa o Siempre se puede hacer algo, drama real en tres actos, 1946
- Cara y cruz, drama en tres actos, 1948
- Poesía desterrada y poesía soterrada, 1948
- La vuelta, 1948; Il ritorno in L'impareggiabile malfidato, cit.
- De algun tiempo a esta parte, 1949
- Deseada, drama en ocho cuadros, 1950
- El rapto de Europa, 1950
- Campo abierto, novela, 1951
- Sala de espera, 1951 (giugno 1948 - marzo 1951: 1. Transito - 2. A la deriva - 3. La vuelta - 4. Los guerrilleros - 5. Poesïa desterrada y poesïa soterrada - 6. Los muertos - 7. La carcel - 8. Una proposicion decente - 9. Enero sin nombre - 10. Los excelentes varones)
  - I morti, in L'impareggiabile malfidato, cit.
- No, 1952
- La prosa española del siglo XIX, 1952 (antologia)
  - 1. Neoclásicos y liberales
  - 2. Románticos
  - 3. Realistas
- Yo vivo, 1953
- Las buenas intenciones, novela, 1954
- La poesía española contemporanea, 1954
- Algunas prosas, 1954
- Cuentos ciertos, 1955
- Tres monólogos y uno solo verdadero, 1956 (contiene: De algún tiempo a esta parte - Discurso de la Plaza de la Concordia - Monólogo del Papa)
- Vuelta y vueltas al Quijote, 1956
- Una nueva poesía española (1950-1955), 1957
- Prólogo para una edición popular del Quijote, 1958
- Jusep Torres Campanals, 1958; trad. di Giuseppe Cintioli, Milano: Mondadori, 1963; Palermo: Sellerio, 1992
- Cuentos mexicanos, 1959
- Obras en un acto, 2 voll, 1960 (contiene: I. Crimen - El celoso y su enamorada - Espejo de avaricia - Pedro López García - A la deriva - Tránsito - El puerto - La vuelta - Los Guerrilleros - La cárcel - Un olvido; II. Así fue - Un anarquista - Los excelentes varones - Los muertos - Otros muertos - Uno de tantos - El último piso - Nuevo tercer acto - Una no sabe lo que lleva dentro - Comedia que no acaba - Jácara del avaro - Una proposición decente - El gran director - Dramoncillo)
- Lo más del teatro español en menos que nada, 1960
- La verdadera historia de la muerte de Francisco Franco y otros cuentos, 1960 (contiene: La verdadera historia de la muerte de Francisco Franco - La merced - Homenaje a Lázaro Valdés - Las sábanas - Leonor - Salva sea la parte - El monte - Personaje con lagunas - Telón de fondo)
  - La vera storia della morte di Francisco Franco, a cura di Andrea Fantini, Brescia: L'Obliquo, 2011
- Crímenes ejemplares y otros, 1960; trad. di Lucrezia Panunzio Cipriani, Delitti esemplari, Palermo: Sellerio, 1981
- Poesía mexicana, 1950-1960, 1960 (antologia)
- El remate, 1961
- La calle de Valverde, novela, 1961
- Campo del Moro, 1963
- El zopilote, y otros cuentos mexicanos, 1964
- Crimenes y epitafios mexicanos, y algo de suicidios y gastronomia, 1964
- Las vueltas, 1965 (contiene: La vuelta, 1947; La vuelta, 1960; La vuelta, 1964)
- Historias de mala muerte, 1965 (contiene: El remate - Librada - El cementerio de Djelfa - El baile - El sobresaliente - Reverte de Huelva - El testamento - La Hamada - De los beneficios de las guerras civiles - La sonrisa - Sesion secreta)
- La vida conyugal, 1966
- Mis páginas mejores, 1966
- Manual de Historia de la Literatura Española, 2 voll., 1966 (I. De sus orígenes a Cervantes, II. De Lope de Vega a nuestros días); trad. di Dario Puccini, Storia della letteratura spagnola dalle origini ai nostri giorni, Bari: Laterza, 1972
- Morir por cerrar los ojos, 1967
- Deseada, drama en 8 cuadros, 1967
- Hablo como hombre, 1967
- Preubas, 1967
- Teatro completo, 1968
- Campo cerrado, la verdadera historia de la guerra civil española, 1968; a cura di Ignazio Delogu, Barcellona brucia, Roma: Editori Riuniti, 1996
- Campo de los almendros, 1968
- El cerco, 1968 (in morte di Che Guevara)
- Retrato de un general, visto de medio cuerpo y vuelto hacía la izquierda, 1969
- Guía de narradores de la revolución mexicana, 1969
- Últimos cuentos de la guerra de España, 1969
- Enero en Cuba, 1969
- Diario de Djelfa, 1970
- Novelas escogidas, 1970 (contiene: La Calle de Valverde - Las buenas intenciones - Jusep Torres Campalans - Luis Álvarez Petreña - Yo vivo - Los pies por delante - La espina - El matrimonio - Memo Tel - De cómo Julián Calvo se arruinó por segunda vez - La hambre - El Chueco - El caballito - El hermanastro - El Zopilote - La vejez - Geografía - Fábula verde - La lancha - La verruga - La gran guerra - Trampa - La gran serpiente)
- Vida y obra de Luis Álvarez Petreña, 1971
- Versiones y subversiones, 1971
- Pequeña y vieja historia marroquí, 1971
- La gallina ciega; diario español, 1971
- Antología traducida, 1972
- La uña y otras narraciones, 1972
- Tres obras en un acto, 1972 (contiene: Transito - Maria - El puerto)
- Ensayos mexicanos, 1974
- Conversaciones con Buñuel, 1985; trad. di Lucrezia Panunzio Cipriani, Buñuel: il romanzo, introduzione di Federico Alvarez, Palermo: Sellerio, 1992
- El teatro español sacado a luz de las tinieblas de nuestro tiempo, 1993 (con Javier Pérez Bazo)
- Enero sin nombre, los relatos completos del Laberinto mágico, 1995
- De Max a Unamuno, dos homenajes, 1998
- Diarios (1939-1972), a cura di Manuel Aznar Soler, 1998